# Tetsu Inoue
Tetsu Inoue (テツ・イノウエ; ...) è un compositore giapponese.

## Biografia
Dopo aver suonato in alcuni gruppi di cover pop e rock durante gli studi al liceo, iniziò a comporre musica elettronica, ispirandosi a musicisti quali Pink Floyd, Isao Tomita e Yellow Magic Orchestra, adoperando sintetizzatori e sequencer monofonici. Dopo aver vissuto a New York e San Francisco, dove registrò numerosi campionamenti, si trasferì in Germania dove conobbe Uwe Schmidt e Pete Namlook. Si ritrasferì successivamente a New York collaborando a numerosi progetti assieme a Namlook. Dopo aver composto alcuni album con i due musicisti tedeschi, Inoue pubblicò nel 1994 il suo debutto da solista Ambiant Otaku, ritenuto da alcuni un classico dell'ambient techno. Collaborerà successivamente con numerosi musicisti quali Pete Namlook, Bill Laswell, Andrew Deutsch, Jonah Sharp, e Taylor Deupree.
Dopo l'uscita del suo ultimo album Inland nel 2007, Inoue si ritira senza alcun preavviso. Ancora oggi, fino al 2020, non è stato rintracciato né dai fan, né dai conoscenti, e vi sono varie teorie sulla sua sparizione. Namlook ne ipotizzò la morte dovuta allo tsunami che colpì il Giappone nel 2011, seguendo una fonte considerata affidabile secondo il quale Inoue sarebbe ritornato nella regione di Tōhoku per motivi di famiglia qualche anno prima del terremoto. Un post informale sulla sua sparizione viene scritto nel 2012, sul blog del suo webmaster Phonaut.

## Discografia parziale

### Da solista
- 1994 – Ambiant Otaku
- 1995 – Organic Cloud
- 1995 – Slow And Low
- 1996 – World Receiver
- 1998 – Waterloo Terminal
- 1998 – Psycho-Acoustic
- 2000 – Fragment Dots
- 2005 – Yolo
- 2007 – Inland

### Collaborazioni

#### Con Pete Namlook
- 1993 – Shades Of Orion
- 1993 – 2350 Broadway

#### Con Uwe Schmidt
- 1993 – Datacide (attribuito a Datacide)
- 1994 – Datacide II (attribuito a Datacide)
- 1995 – Flowerhead (attribuito a Datacide)
- 1995 – Mu (attribuito a Masters of Psychedelic Ambiance)
- 1996 – Ondas (attribuito a Datacide)

#### Con Bill Laswell
- 1995 – Cymatic Scan

#### Con Uwe Schmidt e Bill Laswell
- 1995 – Second Nature

#### Con Carlos Vivanco
- 1994 – Zenith (attribuito a Zenith)

#### Con Jonah Sharp
- 1994 – Electro Harmonix

#### Con Taylor Deupree
- 2000 – Active/Freeze

#### Con Charles Uzzell-Edwards e Daimon Beail
- 2000 – Audio

#### Con Andrew Deutsch
- 2001 – Field Tracker

#### Con Carl Stone
- 2001 – Pict. Soul